# Jader Souza
Jader José da Silva Souza (Macapá, 13 de março de 1982) é um ex-nadador brasileiro, que participou de uma edição dos Jogos Olímpicos pelo Brasil.
Formou-se em análise de rede e trabalhou na Secretaria da Fazenda do Estado do Amapá. Atualmente, mora em Macapá.

## Trajetória esportiva
Jader começou a nadar aos seis anos, quando pediu à mãe para entrar em uma escola de natação. Longe dos grandes centros do esporte nacional, Jader sempre lutou para participar de competições e, consequentemente, melhorar o seu desempenho. Em 2002, desanimado com a situação em sua cidade natal, largou tudo para perseguir o sonho em Brasília.
No Campeonato Mundial de Esportes Aquáticos de 2003, ficou em 12º nos 4x100 metros livre,, 30º nos 100 metros livre, e 31º nos 50 metros livre.
Participou dos Jogos Pan-Americanos de 2003 em Santo Domingo, e ganhou a medalha de ouro no revezamento 4x100 metros livre, junto com Gustavo Borges, Fernando Scherer e Carlos Jayme. Também terminou em quinto nos 100 metros livre, e sexto nos 50 metros livre.
Nas Olimpíadas de 2004, em Atenas, terminou em 12º nos 4x100 metros livre, 15º nos 4x100 metros medley, e 33º nos 100 metros livre.
Depois das Olimpíadas, Jader perdeu o patrocínio e parou de nadar. Mas retornou em 2005,
e transferiu-se para São Paulo para treinar no Esporte Clube Pinheiros.  
Em Fevereiro de 2003, Jader Souza, garantiu sua vaga para os Jogos Panamericano de Santo Domingo, nos 100 metros livres, cravando o tempo de 49s98, tempo este que é recorde amapaense até o presente momento.  
Nos Jogos Sulamericano Absoluto de Natalção de 2004 em Maldonado no Uruguai, foi medalista de ouro da prova de 50 metros livres, medalha de prata nos 100 metros livres e medalha de bronze nos 50 metros borboleta.  
Medalhista de bronze na FINA/ARENA SWIMMING WORLD CUP realizado em Moscou na Rússia em 2001.  
Nos Jogos Sul-Americanos de 2006 em Buenos Aires,  ganhou uma medalha de ouro nos 50 metros borboleta,, uma medalha de prata nos 4x100 metros livre, e uma medalha de bronze nos 50 metros livre.
Nadou seletiva para os Jogos Pan-Americanos de 2007 no Rio de Janeiro e, no final de 2008, parou de nadar.
Em janeiro de 2009, se aposentou da natação profissional.
Participou do projeto Peixinhos Voadores.